# Pátria
Pátria (en español: Patria) es el nombre del himno nacional de la República Democrática de Timor Oriental. Fue utilizado por primera vez el 28 de noviembre de 1975, cuando Timor Oriental declaró unilateralmente su independencia de Portugal, poco tiempo antes de la invasión por Indonesia el 7 de diciembre. 
Después de la salida de Indonesia y la transición a la independencia, bajo la administración de la ONU, fue adoptado como el himno nacional el día de la independencia, el 20 de mayo de 2002.
La música fue compuesta por Afonso de Araujo, y la letra fue escrita por el poeta Francisco Borja da Costa, que fue muerto el día de la invasión. La letra está únicamente en portugués, no hay aún una versión en tetun, la lengua nacional y cooficial del país. 

## Letra en portugués.
Pátria, Pátria, Timor-Leste, nossa Nação.

Glória ao povo e aos heróis da nossa libertação.

Pátria, Pátria, Timor-Leste, nossa Nação.

Glória ao povo e aos heróis da nossa libertação.

Vencemos o colonialismo, gritamos:

abaixo o imperialismo.

Terra livre, povo livre,

não, não, não à exploração.

Avante unidos firmes e decididos.

Na luta contra o imperialismo

o inimigo dos povos, até à vitória final.

Pelo caminho da revolução.

## Letra en español
Patria, Patria, Timor Oriental, nuestra Nación.

Gloria al pueblo y a los héroes de nuestra liberación

Patria, Patria, Timor Oriental, nuestra Nación.

Gloria al pueblo y a los héroes de nuestra liberación

Vencemos al colonialismo, gritamos:

abajo el imperialismo.

Tierra libre, pueblo libre,

no, no, no a la explotación.

Adelante unidos firmes y decididos.

En la lucha contra el imperialismo

el enemigo de los pueblos, hasta la victoria final.

Por el sendero de revolución.